# Margaret Clark Gillett
 Margaret Clark de Gillett  (1878 - 1962) fue una botánica británica. Su hijo, Jan Bevington Gillett, también lo fue. Trabajó extensamente en Canadá, llegando a ocupar la cátedra de Botánica en la Universidad McGill.

## Honores

### Eponimia
- (Asclepiadaceae) Cryptolepis gillettii Hutch. & E.A.Bruce[1]

- (Gesneriaceae) Cyrtandra gillettiana B.L.Burtt[2]

- (Euphorbiaceae) Phyllanthus gillettianus Jean F.Brunel ex Radcl.-Sm.[3]

- (Polygalaceae) Muraltia gillettiae Levyns[4]

## Fuente
- Desmond, R. 1994. Dictionary Of British And Irish Botantists And Horticulturalists Including plant collectors, flower painters and garden designers. Ed. CRC. 900 pp. ISBN 0-85066-843-3
- La abreviatura «Gillett» se emplea para indicar a Margaret Clark Gillett como autoridad en la descripción y clasificación científica de los vegetales.[5]